# Muramura
Muramura williamsi — вимерлий австралійський сумчастий винардіїд, споріднений із сучасними коалами та вомбатом. Це була травоїдна тварина завбільшки з собаку. Вік скам’янілостей коливається від пізнього олігоцену до пліоцену.